# Terkoelei (schip, 1923)
De Terkoelei was een Nederlands stoomvrachtschip van 5.158 ton. De Terkoelei was 128,70 m lang, 17,40 m breed en een diepgang van 7,90 m. Ze werd in 1923 voltooid op de Duitse scheepswerf van Blohm & Voss, Hamburg. De eigenaar was de Koninklijke Rotterdamsche Lloyd NV. (W. Ruys & Zonen), Rotterdam, met aldaar haar thuishaven. Haar reisroute begon in Wallaroo, Australië, - Cristóbal, Cuba - vanuit New York met konvooi HX-229 - Belfast – Swansea, Wales, met 97 bemanningsleden aan boord. Haar lading bestond uit zink, tarwe en post.

## Geschiedenis
Het schip werd gebouwd als het Duitse schip Essen voor de Hamburg-America Line, Hamburg.  Op 10 mei 1940, werd het schip opgevorderd in Soerabaja door de Nederlanders en anders genaamd als Terkoelei. Dit was ten gevolge van de Duitse inval in Nederland, België en  Luxemburg tijdens de aanvang van de Tweede Wereldoorlog in West-Europa.

### 17 maart 1943
Om 14.05 uur op 17 maart 1943 schoot de U-384 van Oblt. Hans-Achim von Rosenberg-Gruszcynski, drie torpedo’s naar konvooi HX-229, ten noordoosten van St. John's. Ze hoorden onder water drie ontploffingen en eisten de twee gezonken schepen en een ander beschadigd vrachtschip op als hun persoonlijke overwinning. Tezelfdertijd meldde de U-631 van Jürgen Krüger, het tot zinken brengen van een tanker met één torpedo. Het is onwaarschijnlijk dat de Coracero in konvooicolonnepost 92 en Terkoelei door dezelfde U-boot werden geraakt, blijkbaar had de U-384 het eerste schip tot zinken gebracht en de U-631 het laatstgenoemde, de Terkoelei.

## Haar einde
De Terkoelei die onder bevel van kapitein J. C. H. L. Baan stond, had in konvooicolonnepost 104 gevaren, maar in de ochtend van 17 maart nam het Nederlandse cargoschip de colonnepost 91, als belangrijkste leidersschip van de stuurboordkolom over. Om 14.06 uur viel de U-631 het konvooi aan, dat al na minimum 18 seconden, een torpedotreffer kreeg en dat het zinken met veel lawaai werd gehoord. De bemanning, die uit Nederlanders, Laskaren en Britse artilleristen bestond, verlieten het  zinkende schip in vier reddingsboten, maar vele Laskaren waren zo geschokt dat die er niet in slaagden om in twee reddingssloepen te stappen, vooraleer het schip kapseisde en het te ontruimen. Ze werden door de grote hoofdmast en de schoorsteen geraakt. De Terkoelei verging in positie 51°45’ N. en  31°15’ W.  
Er verdronken toen veel opvarenden, vooral onder de Laskaren waren er slachtoffers. De overlevenden werden opgepikt door HMS Mansfield (G 76) (LtCdr L.C. Hill, OBE) en brachten de overlevenden naar Gourock, Schotland. Van de 97 bemanningsleden kwamen er 39 manschappen om en 58 man overleefden deze scheepsramp.